# (8725) Keiko
(8725) Keiko est un astéroïde de la ceinture principale.

## Description
(8725) Keiko est un astéroïde de la ceinture principale. Il fut découvert le 5 octobre 1996 à Yatsuka (en) par Hiroshi Abe. Il présente une orbite caractérisée par un demi-grand axe de 2,15 UA, une excentricité de 0,11 et une inclinaison de 2,5° par rapport à l'écliptique.

## Compléments